# Beau Reus
Beau Reus (Oudorp, 30 oktober 2001) is een Nederlands voetballer die als doelman voor SK Beveren speelt.

## Carrière
Beau Reus speelde in de jeugd van VV Kolping Boys, FC Volendam en AZ. Sinds 2018 maakt hij deel uit van de selectie van Jong AZ. Hij debuteerde voor dit team in de Eerste divisie op 29 augustus 2020, in de met 6-1 verloren uitwedstrijd tegen NAC Breda. Op 20 juli 2021 heeft hij zijn eerste profcontract getekend tot medio 2023. Daarnaast is hij op hetzelfde moment overgeheveld naar het eerste elftal van AZ. Vanaf het seizoen 2022-2023 speelt Reus voor het Belgische SK Beveren.

### Statistieken
| Seizoen                       | Club           | Land           | Competitie     | Competitie | Competitie | Beker | Beker | Totaal | Totaal |
| Seizoen                       | Club           | Land           | Competitie     | Wed.       | Dlp.       | Wed.  | Dlp.  | Wed.   | Dlp.   |
| ----------------------------- | -------------- | -------------- | -------------- | ---------- | ---------- | ----- | ----- | ------ | ------ |
| 2019/2020                     | Jong AZ        | Nederland      | Eerste divisie | 0          | 0          | –     | –     | 0      | 0      |
| 2020/2021                     | Jong AZ        | Nederland      | Eerste divisie | 16         | 0          | –     | –     | 16     | 0      |
| 2021/2022                     | Jong AZ        | Nederland      | Eerste divisie | 15         | 0          | –     | –     | 15     | 0      |
| Carrièretotaal                | Carrièretotaal | Carrièretotaal | Carrièretotaal | 31         | 0          | 0     | 0     | 31     | 0      |
| Bijgewerkt op 1 augustus 2022 |                |                |                |            |            |       |       |        |        |